# Hiroyuki Imaishi
Hiroyuki Imaishi (jap. 今石 洋之 Imaishi Hiroyuki) – japoński twórca animacji, reżyser filmów anime oraz współzałożyciel studia Trigger. Przed jego powstaniem pracował jako animator oraz reżyser w studiu Gainax. Jego animacje cechuje szybki i szalony styl połączony z wyszukaną narracją.

## Kariera
Imaishi rozpoczął karierę od tworzenia samopublikowanych prac, po czym zaczął pracę jako twórca animacji. Od 1995 roku pracował dla studia Gainax jako główny animator Neon Genesis Evangelion. Brał udział przy animowaniu i reżyserowaniu między innymi FLCL, Diebuster, Kare Kano, Oval x Over oraz tworzył końcową animację dla Paradise Kiss. Wyreżyserował animowany film Dead Leaves dla Production I.G w 2004 roku oraz pierwszy odcinek serii Re: Cutie Honey.
Jego reżyserskim debiutem w serialach było Tengen Toppa Gurren Lagann. Anime otrzymało nagrodę doskonałości na Japan Media Arts Festival w 2007 roku, a on sam został za nie uhonorowany nagrodą na festiwalu Animation Kobe. W 2008 roku seria otrzymała na Międzynarodowych Targach Anime w Tokio nagrody za najlepszą produkcję telewizyjną i najlepszy projekt postaci. Następnie reżyserował Panty & Stocking with Garterbelt.
W 2011 roku odszedł z Gainax i założył własne studio Trigger. Jego pierwszym anime nakręconym pod nowym szyldem było Kill la Kill.

## Filmografia

### Reżyser
- Dead Leaves (2004)
- Re: Cutie Honey (2004) (odcinek 1)
- Gurren Lagann (2007)
- Panty & Stocking with Garterbelt (2010)
- Kill la Kill (2013)
- Japan Animator Expo (2015) ("Sex & Violence with Machspeed")
- Space Patrol Luluco (2016)
- Promare (2019)
- Cyberpunk: Edgerunners (2022)[8]

### Pozostałe
- Neon Genesis Evangelion (1995) - główny animator
- Fighting Vipers 2 (1998) (gra komputerowa) - ilustrator
- FLCL (2000) reżyser animacji (odcinek 5)
- Fullmetal Alchemist (2003) - główny animator (odcinki 4, 22)
- Redline (2009) - główny animator
- Black Rock Shooter (2012) - reżyser (CG Battle)
- Inferno Cop (2012) - nadzór
- Ninja Slayer (2015) - projektant postaci
- OK K.O.! Po prostu walcz (2017) - twórca scenorysu dla początkowych napisów